# Río Desaguadero (Lauca)
El río Desaguadero es un curso natural de agua que nace en el altiplano de la Región de Arica y Parinacota y da vida al río Lauca.

## Trayecto
El río Desaguadero nace en las lagunas de Cotacotani y tras un trayecto de menos de 5 km en que desciende 150 m entre peñascos de lava llega hasta el bofedal de Parinacota, al que cae con un salto final de 5 m.: 34  En la ciénega se reúnen varios arroyos con los que dan vida al río Lauca.

## Caudal y régimen
La subcuenca del río Desaguadero, desde su nacimiento en la laguna Cotacotani hasta la ciénaga de Parinacota tiene un régimen nival, con los mayores caudales entre octubre y diciembre, producto de los deshielos. El período de estiaje ocurre en el trimestre junio-agosto.

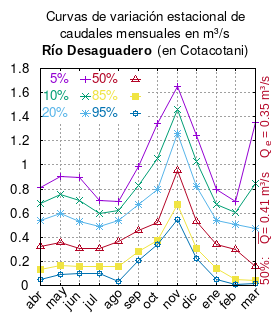
Curvas de variación estacional del río Desaguadero al salir de la lagunas de Cotacotani.

El caudal del río (en un lugar fijo) varía en el tiempo, por lo que existen varias formas de representarlo. Una de ellas son las curvas de variación estacional que, tras largos periodos de mediciones, predicen estadísticamente el caudal mínimo que lleva el río con una probabilidad dada, llamada probabilidad de excedencia. La curva de color rojo ocre (con {\displaystyle {\color {Red}\vartriangle }}) muestra los caudales mensuales con probabilidad de excedencia de un 50%. Esto quiere decir que ese mes se han medido igual cantidad de caudales mayores que caudales menores a esa cantidad. Eso es la mediana (estadística), que se denota Qe, de la serie de caudales de ese mes. La media (estadística) es el promedio matemático de los caudales de ese mes y se denota {\displaystyle {\overline {Q}}}. 
Una vez calculados para cada mes, ambos valores son calculados para todo el año y pueden ser leídos en la columna vertical al lado derecho del diagrama. El significado de la probabilidad de excedencia del 5% es que, estadísticamente, el caudal es mayor solo una vez cada 20 años, el de 10% una vez cada 10 años, el de 20% una vez cada 5 años, el de 85% quince veces cada 16 años y la de 95% diecisiete veces cada 18 años. Dicho de otra forma, el 5% es el caudal de años extremadamente lluviosos, el 95% es el caudal de años extremadamente secos. De la estación de las crecidas puede deducirse si el caudal depende de las lluvias (mayo-julio) o del derretimiento de las nieves (septiembre-enero).